# 小木曽聡
小木曽 聡（おぎそ さとし、1961年1月5日 - ）は、日本の実業家。日野自動車代表取締役社長。元トヨタ自動車、トヨタ車体専務役員。元アドヴィックス代表取締役社長。トヨタ・プリウス ZVW30やトヨタ・アクアの開発責任者。

## 経歴･人物
東京都出身。幼少期から自動車や機械、コンピュータが好きで、東京工業大学時代は自動車部に入部。東京工業大学工学部機械工学科卒業後、1983年4月にトヨタ自動車に入社。
入社後はシャシー設計部に配属。1993年同社東富士研究所に異動。同時に初代プリウス初期開発チーム活動「G21」に参画。1994年初代プリウス製品企画担当。1998年2代目プリウス製品企画担当。2003年チーフエンジニアとして3代目プリウス開発担当。2007年プリウス、プリウスα、プリウスcConcept量販車、PHV、EV、FCVを担当。プリウスの開発メンバーでは最古参でもある。2011年同社製品企画本部製品企画チーフエンジニア兼常務理事。
2013年同社常務役員就任。同年製品企画本部副本部長、シャシー技術領域領域長。2015年グループ企業のアドヴィックス代表取締役社長。2017年アイシン精機取締役。2018年トヨタ自動車専務役員 CV Company President、トヨタ車体専務役員就任。2019年トヨタ自動車執行役員 CV Company President。2021年日野自動車代表取締役社長。日本自動車工業会理事、経済産業省産業構造審議会産業技術分科会研究開発小委員会委員等も務めた。トヨタ・プリウス ZVW30やトヨタ・アクアのチーフエンジニアで、エンジニアとしは珍しく柔和な性格としても知られた。2022年、日野自動車のエンジン不正品質問題が発覚し、記者会見で小木曽は「経営として大きな責任」と謝罪し、報酬減額処分とした。